# Бушиці (Опольське воєводство)
Бушиці (пол. Buszyce, нім. Buchitz) — село в Польщі, у гміні Левін-Бжеський Бжезького повіту Опольського воєводства.
Населення — 342 особи (2011).

## Демографія
Демографічна структура станом на 31 березня 2011 року:
|          | Загалом | Допрацездатний вік | Працездатний вік | Постпрацездатний вік |
| -------- | ------- | ------------------ | ---------------- | -------------------- |
| Чоловіки | 174     | 37                 | 120              | 17                   |
| Жінки    | 168     | 35                 | 104              | 29                   |
| Разом    | 342     | 72                 | 224              | 46                   |